# Шатилов, Константин Васильевич
Константин Васильевич Шатилов  (5 ноября 1924 года, Ленинград — 5 августа 2003 года, Санкт-Петербург) — артист балета, балетмейстер, профессор. Заслуженный деятель искусств РСФСР (1985). Участник Великой Отечественной войны.

## Биография
Константин Васильевич Шатилов родился 5 ноября 1924 года в Ленинграде. В 1947 году окончил Ленинградское хореографическое училище (ныне Академия русского балета имени А. Я. Вагановой) по классу педагога, Заслуженного артиста РСФСР Б. В. Шаврова.
С 1947 по 1965 год работал солистом в Ленинградском государственном академическом театре оперы и балета им. Кирова (ныне Мариинский театр), одновременно в 1957—1966, 1969—1970 и с 1973 года — педагог классического танца в Ленинградском хореографическом училище.
В 1966—1969 годах работал балетмейстером Каирского театра, ставил на его сцене балеты «Жизель», «Щелкунчик» (хореография В. И. Вайнонена), был также руководителем Каирской балетной школы.
Константин Васильевич Шатилов с 1970 по 1973 год был Главным балетмейстером Новосибирского государственного академического театра оперы и балета, педагог классического танца в Новосибирском хореографическом училище . Подготовил первую чувашскую балетную труппу (1957—1966). Его учениками были артисты балета А. Ф. Фёдоров, Ю. А. Свинцов, Н. Н. Никифоров, заслуженный артист Чувашской АССР В. И. Иванов и др.
Автор статей по теории классического танца. В последние годы жизни преподавал в Академии русского балета имени А. Я. Вагановой.
Константин Васильевич Шатилов скончался 5 августа 2003 года в Петербурге.

## Основные партии
Константин Васильевич Шатилов является первым исполнителем балетных партий: Баян («Клоп», 1962, балетмейстер Л. В. Якобсон), Шприх («Маскарад», 1960, балетмейстер Б. А. Фенстер), Арлекин («Медный всадник», 1949, балетмейстер Р. В. Захаров).
Балетные партии: Гамаш («Дон Кихот»), Евгений, Вацлав, Дезире, Голубая птица и фея Карабос, Зигфрид, Меркуцио, Жан де Бриен; Яго («Отелло»), Актёр («Пламя Парижа»), Принц («Золушка»), Ли Шанфу; в миниатюрах «Слепая», «Вечная весна» (спектакль «Хореографические миниатюры»), Панталоне («Карнавал»).
В собственной редакции ставил в Берлине балет «Щелкунчик» (1972, Госопера).

## Награды и звания
- Заслуженный артист РСФСР (9.12.1954).
- Заслуженный деятель искусств Чувашской АССР (1966).
- Заслуженный деятель искусств РСФСР (23.07.1985).
- Орден Отечественной войны 2 степени (6.04.1985).
- Орден «Знак Почёта» (10.06.1988).
- Лауреат Каирской национальной премии «Орден науки и искусства» (Египет).

## Труды
- Особенности выразительных средств в мужском танце. / К. В. Шатилов // Вестник Академии русского балета имени А. Я. Вагановой. — СПб., 2002. — № 10. — С. 32-37.
- «Не каждый артист балета может быть педагогом» / К. В. Шатилов; беседовала Р. Абдулхакова // Линия : Приложение к журналу «Балет». — 2004. — N4 (апр.). — С. 6-7.
- Вестник Академии Русского балета имени А. Я. Вагановой / Акад. Рус. балета им. А. Я. Вагановой. Учебно-метод. объед. по образованию в области профессионального хореографиеского искусства. — СПб. : Академия Русского балета им. А. Я. Вагановой, 2004. — № 13. — С. 195—197.